# Troubadour (Los Angeles)
Pour l’article homonyme, voir Troubadour (homonymie).
Le Troubadour est une boîte de nuit de West Hollywood, en Californie, située au 9081 Santa Monica Boulevard, à l'Est de Doheny Drive et en bordure de Beverly Hills.

## Présentation
Le club a ouvert ses portes en 1957. Il s'impose dès les années 1960 comme l'un des principaux centres de la musique folk puis du rock, attirant nombre d'auteurs-compositeurs-interprètes. Situé à l'origine à La Cienega Boulevard, il change d'emplacement en 1959 pour Santa Monica Boulevard. D'une capacité de 500 places, il compte un bar sur la rue et une arrière-salle en bois avec un balcon.

## Artistes
Le Troubadour a joué un rôle important dans la carrière de Neil Diamond parmi d'autres artistes, fréquentant l'endroit pour asseoir leur renommée. Le 25 août 1970, Neil Diamond présenta Elton John au public américain, venu au Troubadour donner sa première représentation aux États-Unis.
En 1974, John Lennon et son ami Harry Nilsson, en état d'ébriété, furent mis à la porte pour avoir perturbé la représentation des Smothers Brothers.
Sur la longue liste des artistes venus se produire au Troubadour figurent les noms de Bob Dylan, Elton John, The Byrds, David Crosby (Crosby, Stills, Nash and Young), Jackson Browne, Joan Mitchell, Linda Ronstadt, Neil Young, Miles Davis, Van Morrison, Leonard Cohen, Fleetwood Mac, The Bags, Cat Stevens, Coldplay, Vampire Weekend, Bon Iver, Sam Smith, Plan B, Arlo Guthrie, Damien Rice, Lenny Bruce, James Taylor, Bette Midler, Bruce Springsteen, Sheryl Crow, George Carlin, Tom Waits ou encore Depeche Mode. Les futurs Eagles s'y rencontrent.
Le Troubadour programma de la new wave et du punk entre la fin des années 1970 et le début des années 1980, avant de passer au heavy metal avec des groupes tels que Mötley Crüe, Guns N' Roses et les W.A.S.P. dans les années 1980 et 1990. C'est d'ailleurs au Troubadour que les Guns N' Roses ont donné leur premier concert.[réf. nécessaire]
En avril 2016, Guns N' Roses choisit le Troubadour pour entamer sa tournée Not in This Lifetime... Tour qui marque notamment le retour du guitariste Slash et du bassiste Duff McKagan.